# Huasca de Ocampo
Huasca de Ocampo ist ein Dorf mit gut 500 Einwohnern und Hauptort einer Gemeinde (municipio) mit etwa 17.000 Einwohnern im Südosten des mexikanischen Bundesstaats Hidalgo. Wegen seines kolonialzeitlichen Zentrums und der reizvollen landschaftlichen Umgebung zählt der Ort zu den ersten Pueblos Mágicos Mexikos.

## Lage
Huasca de Ocampo liegt in einem von Bergen umgebenen Tal etwa 130 km (Fahrtstrecke) nordöstlich von Mexiko-Stadt in einer Höhe von ca. 2100 m ü. d. M. Pachuca de Soto, die Hauptstadt des Bundesstaates, befindet sich etwa 31 km südwestlich.

## Bevölkerung und Wirtschaft
Nur noch ein kleiner Teil der Einwohner der Gemeinde spricht den regionalen Nahuatl-Dialekt; Umgangssprache ist meist Spanisch. Bis ins 20. Jahrhundert hinein gab es in der Umgebung mehrere Silbererzminen; die landwirtschaftliche Produktion lag überwiegend in den Händen von Großgrundbesitzern (hacienderos). Auf den Feldern werden Mais, Bohnen und Gemüse angebaut; daneben gibt es ausgedehnte Weideflächen. In den verstreut liegenden Dörfer entstanden kleine Handwerksbetriebe und Geschäfte.

## Geschichte
Vorspanische Bauten oder Ruinen gibt es in der nur etwa 100 km (Luftlinie) von der Küste des Golfs von Mexiko entfernten Region nicht. Im Ortszentrum finden sich einige kolonialzeitliche Bauten. In der Umgebung entstanden im 18. Jahrhundert einige Haciendas, die sich vorwiegend dem Silbererzabbau widmeten und nur in geringem Umfang Landwirtschaft betrieben. All dies brach in der Zeit des Mexikanischen Unabhängigkeitskrieges (1810–1821) weitgehend zusammen und auch danach blieb das Minenwesen nur mehr auf einem geringen Niveau. Zu Beginn des 20. Jahrhunderts erhielt der Ort den Beinamen des politischen Reformators Melchor Ocampo (1814–1861).

## Sehenswürdigkeiten
- Die Gassen und Häuser des kleinen historischen Zentrums des Ortes vermitteln eine kolonialzeitliche Atmosphäre. Die Bauten sind ganz überwiegend aus vulkanischem Lavagestein erbaut; ihre Fassaden wurden anschließend verputzt und farbig bemalt. Einige haben oder hatten langgezogene hölzerne Balkone im andalusischen Stil.
- Die Iglesia de San Juan Baptista ist ein einschiffiger Bau mit verputztem Tonnengewölbe und gemauerten Gurtbögen; an den Wänden befinden sich mehrere schlichte Altarretabel. Ihr einfaches Rundbogenportal zeigt einige wenige exakt behauene Steine; im darüber befindlichen Feld findet sich die Relieffigur eines Engels mit Helm, Brustharnisch, Stulpenstiefeln und Märtyrerpalme.
- Ein Kuriosum ist ein kleines Museum (Museo de los Duendes), das sich verknoteten und geflochtenen Pferdemähnen gewidmet hat.

Umgebung
- In der reizvollen, ganzjährig meist grünen Umgebung finden sich die Überreste mehrerer Haciendas, welche vorwiegend dem Silbererzabbau dienten. Eine davon ist beim Bau des San-Antonio-Staudamms von den Wassermassen verschluckt worden – nur noch die Spitze des Kirchtiurms und ein Schornstein ragen aus dem Wasser heraus.
- Ein Wasserfall in einer Schlucht (Barranca de Alcholoya) mit vulkanischen Basaltsäulenformationen (Prismas Basálticos) ist ein beliebtes Ausflugsziel.
- In der Nähe befindet sich die sehenswerten, zu Hotels umgebauten Haciendas Santa María Regla und San Miguel Regla. Erstere wurde bereits von Alexander von Humboldt im Jahr 1803 aufgesucht.